# Вітале Кандьяно
Вітале Кандьяно (італ. Vitale Candiano) (? — †1017) — 24-й венеційський дож.

## Біографія
Він ймовірно був четвертим сином 21-го дожа, П'єтро III Кандьяно та Ріхільди з італійської чи лангобардської знаті. Його часто плутають з небожем, сином дожа П'єтро IV Кандьяно, якого також звали Вітале. До того ж для обидвох Вітале батьки обрали церковну кар'єру. 959 року його брат П'єтро IV Кандьяно, що нещодавно став дожем, зумів вигнати П'єтро, єпископа Торчелло, на місце якого було поставлено Вітале. 961 року з незрозумілих причин залишив цю кафедру, ймовірно саме в цей час відмовився від церковної кар'єри на користь небожа (в цей же час відбувається повалення короля Беренгара II і захоплення Італії імператором Оттоном I). Невдовзі одружився (ім'я дружини невідоме).
963 року отримав права магістрата в графстві Падуанському.
976 року після повстання населення проти свого брата-дожа зумів втекти з Венеції, перебравшись до Саксонії. Потім разом з невісткою Вальрадою інтригував проти нового дожа П'єтро I Орсеоло, після відставки якого 978 року повертається на батьківщину, де у вересні обирається дожем.
Зумів налагодити відносини з імператором Оттоном II, стосунки з яким за попереднього дожа були складними. Через чотирнадцять місяців з часу обрання Вітале Кандьяно відмовився від влади, у зв'язку з погіршенням здоров'я. Він подався до монастиря Сант-Іларіо і надалі вів чернече життя. 1017 року він помер там і був похований. Новим дожем став Трибуно Меммо — чоловік небоги Вітале Кандьяно.
Мав доньку Марію, що стала дружиною П'єтро II Орсеоло.